# Kompleksna spojina
Kompleksna spojina, kovinski kompleks ali koordinacijski kompleks je kemijska spojina, sestavljena iz centralnega atoma ali iona, običajno kovinskega, na katerega so vezane molekule ali anioni, imenovani ligandi. Atom liganda, ki je neposredno vezan na centralni atom ali ion, se imenuje donorski atom. Polidentati (večkratno vezani ligandi) lahko tvorijo kelatne komplekse. Ligand donira centralnemu atomu ali ionu najmanj en elektronski par. 
Spojina, ki vsebuje koordinacijski kompleks, se imenuje kompleksna spojina. Centralni atom ali ion skupaj z vsemi ligandi tvori koordinacijsko sfero.
Izraz "koordinacija" se nanaša na "koordinirane kovalentne vezi" med ligandi in centralnim atomom. Kompleks je prvotno označeval reverzibilno združbo molekul, atomov ali ionov, povezanih s s šibkimi kemijskimi vezmi, z razvojem kemije kompleksnih spojin pa je dobil svoj sedanji pomen. Tvorba nekaterih kovinskih kompleksov je praktično ireverzibilna, v mnogih drugih pa vladajo precej močne kemijske vezi.

## Zgodovina
Kompleksne spojine so poznane od samega začetka kemije, vendar jih dolgo časa niso povsem razumeli. Poznani  spojini sta bili na primer barvilo prusko modro (železov(II,III) heksacianoferat (II,III)) in modra galica (bakrov(II) sulfat). Do ključnega preboja v kemiji kompleksnih spojin je prišlo leta 1893, ko je Afred Werner predpostavil, da ima Co(III) šest ligandov, ki so okrog njega razporejeni v obliki oktaedra. Leta 1914 so koordinacijski kompleks heksol kot prvo anorgansko spojino ločili v optična izomera in ovrgli teorijo, da je kiralnost povezana izključno z ogljikovimi spojinami. 
Wernerjeva teorija je omogočila razumevanje razlike med kompleksnimi in ionskimi kloridi v kobaltovih amin kloridih in pojasniti mnoge pred tem nejasne izomere.

## Zgradba kompleksnih spojin
Ioni ali molekule, ki obdajajo centralni atom, se imenujejo ligandi. Ligandi so na centralni atom vezani praviloma s koordinirano kovalentno vezjo, tako da donirajo elektrone svojih samskih elektronskih parov prazni elektronski orbitali kovine. Od tod tudi izraz, da so koordinirani s centralnim atomom.  

### Geometrija
Zgradba kompleksne spojine se najprej opiše s koordinacijskim številom, se pravi s številom ligandov, ki so vezani na centralni atom. Gledano bolj natančno, to število pomeni število σ-vezi med ligandi in centralnim atomom. Število ligandov se običajno lahko ugotovi s štetjem, vendar štetje  včasih postane dvoumno. Najpogostejša so  koordinacijska števila od 2 do 9, pri aktinoidih in lantanoidih pa so pogosto tudi večja. Število vezi je odvisno od velikosti, naboja in elektronske konfiguracije kovinskega iona in ligandov. Kovinski ioni imajo lahko več koordinacijskih števil.
Za kemijo kompleksnih spojin je značilno, da v njej prevladujejo interakcije med s in p molekulskimi orbitalami ligandov in d orbitalami kovinskih ionov. S, p in d orbitale kovine lahko sprejmejo skupno 18 elektronov (v bloku f se njihovo število poveča na 32). Maksimalno koordinacijsko število nekaterih kovin je torej odvisno od elektronske konfiguracije njihovega iona, točneje od števila praznih orbital, in od razmerja velikosti njihovega iona in velikosti ligandov. Veliki kovinski ioni in majhni ligandi dopuščajo velika koordinacijska števila (na primer [Mo(CN)8]4-). Majhni kovinski ioni z velikimi ligandi vodijo k majhnim koordinacijskim številom (na primer Pt[P(CMe3)]2). Lantanoidi, aktinoidi in prehodne kovine iz prvih skupin se zaradi svoje velikosti nagibajo k visokim koordinacijskim številom. 
Različne razporeditve ligandov okrog centralnega atoma so posledica koordinacijskih števil. Večina struktur je takšnih, da je centralni atom v središču nekega poliedra, ligandi so pa na njegovih ogliščih. Dokaj pravilna geometrijska oblika zgradbe je posledica prekrivanja orbital kovine in ligandov ter odbojev med ligandi. Najpogostejše geometrijske oblike so naštete v nadaljevanju članka. Mnoge strukture odstopajo od pravilne geometrije, predvsem takrat, kadar so v spojini raznovrstni ligandi z različno dolgimi kemijskimi vezmi in velikostmi, pa tudi zaradi elektronskih učinkov, na primer Jahn-Tellerjevega efekta. 
Najpogostejše geometrijske oblike kompleksnih spojin so:
- linearna za koordinacijsko število 2
- trigonalno planarna za koordinacijsko število 3
- tetragonalna ali kvadratno planarna za koordinacijsko število 4
- trigonalno bipiramidalna ali kvadratno piramidalna za koordinacijsko število 5
- oktagonalna (ortogonalna) ali trigonalno prizmatična za koordinacijsko število 6
- pentagonalno bipiramidalna za koordinacijsko število 7
- kvadratno antiprizmatična za koordinacijsko število 8
- trokapna trigonalno prizmatična za koordinacijsko število 9

Upoštevati je treba nekaj izjem in zadržkov:
- Idealizirane geometrijske oblike koordinacij 5, 7, 8 in 9 je pogosto težko razlikovati od alternativnih geometrijskih oblik z rahlo drugačnimi veznimi koti L-M-L (ligand-kovina-ligand). Klasičen primer te trditve je razlika med kvadratno piramidalno in trigonalno bipirabidalno zgradbo.
- Zaradi posebnih elektronskih vplivov, na primer Jahn-Tellerjeve stabilizacije drugega reda, so nekatere oblike stabilizirane glede na druge možnosti. Primer: za nekatere spojine s koordinacijo 6 je trigonalno prizmatična zgradba stabilizirana glede na oktagonalne zgradbe.

### Izomerija
Razporeditev ligandov v danem kompleksu je praviloma stalna, v nekaterih primerih pa se spojina s kemijsko reakcijo pretvori v drug, bolj stabilen izomer. V kompleksnih spojinah se pojavlja več vrst izomerije, tako kot v drugih kemijskih spojinah. 

#### Stereoizomerija
Do stereoizomerije pride v primerih, ko imata isti vezi druga proti drugi različno orientacijo. Stereoizomerija se še naprej deli v: 
Cis-trans in facialno-meridionalna izomerija
Cis-trans izomerija se pojavlja v oktagonalnih in kvadratno planarnih kompleksih, ne pa tudi v tetraedričnih. Kadar sta dva liganda vezana drug ob drugem, govorimo o cis izomeru, kadar sta vezana na nasprotnih straneh pa o trans izomeru. 
Kadar so trije identični ligandi vezani na isti ploskvi oktaedra, je izomer facialen oziroma fac. V fac izomeru sta katera koli dva identična liganda vezana drug ob drugem, se pravi v cis položaju. Če so ti trije ligandi vezani v isti ravnini s kovinskim ionom,  govorimo o meridionalnem oziroma mer izomeru. Mer izomer se lahko obravnava kot kombinacija trans in cis izomerije, ker vsebuje tako cis kot trans par identičnega liganda. 
- cis-[CoCl2(NH3)4]+
- trans-[CoCl2(NH3)4]+
- fac-[CoCl3(NH3)3]
- mer-[CoCl3(NH3)3]

Optična izomerija
Do optične izomerije pride, ko zrcalna slika spojine ni enaka njenemu originalu (na primer leva in desna roka). Optična izomerija se tako imenuje zato, ker je takšna pojina optično aktivna, se pravi da zasuče ravnino polarizirane svetlobe. Levosučni izomer se označuje s simbolom Λ (lambda), desnosučni pa s simbolom Δ (delta).
- Λ-[Fe(ox)3]3−
- Δ-[Fe(ox)3]3−
- Λ-cis-[CoCl2(en)2]+
- Δ-cis-[CoCl2(en)2]+

#### Strukturna izomerija
O strukturni izomeriji govorimo takrat, kadar se med seboj razlikujejo kemijske vezi. Izomerija vezi je samo ena od strukturnih izomerij kompleksnih, pa tudi drugih kemijskih spojin.  Do izomerije vezi pride pri ambidentatnih ligandih, ki se lahko vežejo preko več kot enega aktivnega mesta. Značilen  primer ambidentatnega liganda je NO2, ki se lahko na kovino veže preko dušikovega ali preko kisikovega atoma. 

## Elektronske lastnosti kovinskih kompleksov
Mnoge lastnosti kovinskih kompleksov so pogojene z njihovo elektronsko zgradbo. 
Elektronsko zgradbo se lahko opiše z relativno ionskim modelom, ki formalne naboje pripiše kovinam in ligandom. Ta pristop je bistvo teorije kristalnega polja. Teorijo kristalnega polja je leta 1929 uvedel Hans Bethe, ki je poskušal razumevanje kompleksov postaviti na kvantno mehansko osnovo. Teorija kristalnega polja obravnava vse interakcije v kompleksih kot ionske in predpostavlja, da se ligandi lahko aproksimirajo kot negativni točkasti naboji.
Bolj dovršeni modeli upoštevajo tudi kovalenco. Ta pristop je orisan v teoriji polja ligandov in teoriji molekulskih orbital. Teorija polja ligandov, ki je bila uvedena leta 1935 in je nastala na osnovi teorije molekulskih orbital, lahko obravnava širše področje kompleksov in lahko razloži komplekse, v katerih so interakcije kovalentne. K razumevanju teorije kristalnega polja in polja ligandov lahko pripomorejo kemijske aplikacije teorije grup, ki dopuščajo enostavne, na simetriji zasnovane rešitve formalnih enačb.
Kemiki poskušajo za napovedovanje ključnih lastnosti kompleksnih spojin uporabiti čim bolj enostaven  model in, če je le mogoče, najprej uporabijo teorijo kristalnega polja. Teoriji molekulskih orbital in polja ligandov sta bolj zapleteni, vendar dajeta bolj realne slike. 
Elektronske konfiguracije kompleksov dajejo spojinam nekatere pomembne lastnosti:

### Barva
Kovinski kompleksi so zaradi  prehodov elektronov, ki jih povzroči absorbcija svetlobe, pogosto inenzivno obarvani. Večina prehodov so prehodi znotraj orbitale d ali prenosi elektronov z donorja na akceptorja. Pri prehodih znotraj orbitale d foton svetlobe vzbudi elektron in povzroči njegov preskok z orbitale d na drugo orbitalo d z višjo energijo. Pri prenosu elektrona pride do preskoka elektrona z orbitale kovine na prazno orbitalo liganda. Proces lahko poteka tudi v obratni smeri, se pravi da vzbujeni elektron liganda preide na prazno orbitalo kovine. Pojav, poznan kot ultravijolično-vidna spektroskopija, se lahko opazuje z elektronskim mikroskopom. Za enostavne spojine z visoko simetrijo se d-d prehodi lahko določijo s Tanabe-Suganovimi diagrami, vedno bolj pa tudi z računalniško kemijo. 

### Magnetizem
Kovinski kompleksi, ki imajo neparne elektrone, so magnetni. V enokovinskih kompleksih, se neparni elektroni lahko pojavijo zato, ker ima kompleks liho število elektronov,  ali pa zato, ker so elektronski pari destabilizirani. Monomerni Ti(III), na primer, ima samo en (neparen) d-elektron in je zato (para)magneten ne glede na geometrijo in lastnosti ligandov. Ti(II) z dvema d-elektronoma tvori nekaj kompleksov, ki imajo dva neparna elektrona, ostali pa nobenega. Ta pojav lepo ilustrirajo spojine TiX2[(CH3)2PCH2CH2P(CH3)2]2: kadar je X klor (Cl), je kompleks paramagneten, kadar je X metilna skupina (-CH3), pa diamagneten. Iz primera je razvidno, da imajo ligandi velik vpliv na lastnosti osnovnega stanja kompleksa.
V dvokovinskih in polikovinskih kompleksih, v katerih imajo centralni atomi liho število elektronov ali visok spin, je stanje bolj zapleteno. Če so med dvema (ali več) kovinskima centroma interakcije (neposredne ali preko ligandov), se elektroni lahko združujejo  (antiferomagnetno združevanje) in je spojina diamagnetna, ali pa se poudarjajo (feromagnetno združevanje)  in je spojina feromagnetna. Če med centri ni interakcij, se obnašajo kot samostojne molekule.

### Reaktivnost
Kompleksne spojine imajo več vrst reaktivnosti.
- Prenosi elektronov

Pogoste reakcije med kompleksnimi spojinami, ki vključuje ligande, so prenosi veznih in neveznih elektronov.  Prenosi elektronov (redoks reakcije) potekajo po dveh različnih mehanizmih, ki jih je obširno definiral Henry Taube. Pri reakcijah s prenosom veznih elektronov deluje ligand z dvema samskima elektronskima paroma kot premostitveni ligand, na katerega se vežeta oba koordinacijska centra. Prenos elektronov poteče preko premostitvenega liganda.
- (Degenerirana) zamenjava ligandov

Pomemben pokazatelj reaktivnosti je hitrost degenerirane zamenjave ligandov. Primer: hitrost izmenjave kompleksno vezane vode v kompleksih [M(H2O)6]n+  lahko variira za več kot 20 redov velikosti. Kompleksi, v katerih se ligandi hitro odcepljajo in ponovno vežejo, spadajo med labilne komplekse, čeprav so termodinamsko lahko povsem stabilni. Značilni labilni kovinski kompleksi imajo ali nizek naboj (Na+) ali elektrone na orbitali d, ki so antivezni glede na ligande (Zn2+)  ali pa nimajo kovalence (vsi lantanoidi v oksidacijskem stanju 3+).  Labilnost kovinskih kompleksov je odvisna tudi od konfiguracije visoki vs. nizki spin, kjer  je mogoča. Fe(II) in Co(III) z visokim spinom zato tvorita labilne komplekse, medtem ko so analogne spojine z nizkim spinom inertne. Cr(III) lahko obstaja samo v stanju z nizkim spinom (kvartet), ki je inertno zaradi visokega formalnega oskidacijskega stanja, odsotnosti elektronov na orbitalah, ki so M-L antivezne in delno zaradi "stabilizacije polja ligandov", ki je povezana s konfiguracijo d3.
- Asociativni procesi

Kompleksi, ki imajo prazne ali delno zapolnjene orbitale, pogosto reagirajo s substrati. Večina substratov ima v osnovnem stanju samske elektronske pare (voda, amini, etri), zato potrebujejo prazno orbitalo, da lahko reagirajo s kovinskim centrom. Nekateri substrati, na primer molekularni kisik, ima v osnovnem stanju tri samske elektronske pare, ki povzročijo, da kovine  z delno zapolnjenimi orbitalami težijo k reakciji s takšnimi substrati.
Če so ligandi okrog kovine pravilno izbrani, lahko kovina pospeši stehiometrično ali katalitsko pretvorbo molekul ali pa se uporabi kot senzor.

## Razvrščanje
Kompleksne spojine ali kovinski kompleksi vključujejo vse spojine kovin, razen kovinskih par, plazem in zlitin. Kemija kompleksov ali koordinacijska kemija je področje anorganske kemije, ki zajema vse alkalijske kovine, alkalijske zemeljske kovine, prehodne kovine, lantanoide, aktinoide in metaloide (polkovine). Koordinacijska kemija je torej kemija večine elementov periodnega sistema. Kovine in kovinski ioni obstajajo samo v kondenziranih fazah ali vsaj v primerih, ko so obdani z ligandi. 
Koordinacijska kemija se po lastnostih ligandov v grobem deli na naslednja področja:
- Klasični ali "Wernerjevi kompleksi": ligandi so na kovine vezani s klasičnimi koordinacijskimi kemijskimi vezmi, skoraj izključno preko svojih prostih (neveznih) elektronskih parov. Tipični ligandi so H2O, NH3, Cl-, CN-, etilendiamin-.

Primeri: [Co(EDTA)]−, [Co(NH3)6]Cl3, [Fe(C2O4)3]K3
- Organokovinski kompleksi: ligandi so organske spojine (alkeni, alkini, alkili), pa tudi orgaskim spojinam podobn fosfini, hidridi in CO.

Primer: (C5H5)Fe(CO)2CH3
- Bioanorganski kompleksi: ligandi so naravne spojine, predvsem stranske verige amino kislin, in mnogo kofaktroji, na primer porfirini.

Primer: hemoglobin
Mnogi naravni ligandi so "klasični", predvsem tisti, ki vsebujejo vodo.
- Klastri: ligandi so lahko vse že naštete spojine, poleg njih pa tudi druge kovine.

Primer: Ru3(CO)12
- V nekaterih primerih so kompleksi kombinacija različnih področij.

Primer: [Fe4S4(scisteinil)4]2−, v kateri je klaster vgnezden v biološko aktivno substanco.
Mineralogija, znanost o materialih in kemija trdne snovi so v tistem delu, ki obravnava kovinske ione, v nekem smislu del kemije kompleksnih spojin, saj preučujejo kovine, ki jih obkrožajo ligandi. Ligandi so v mnogih primerih oksidi ali sukfidi, vendar so kovine kjub temu koordinirane. Pozornost omenjenih znanosti seveda ni usmerjena v preučevanjem koordinacijske in anorganske kemije, pač pa v preučevanje polimernih struktur, ki nastanejo s povezovanjem velikega števila enostavnih kovinskih kompleksov. 

### Zastarele vrste izomerij
Tradicionalno razvrščanje nekaterih izomerij je z razvojem sodobne strukturne kemije postalo zastarelo. 
- Ionizacijska izomerija opisuje izomere, ki nastanejo z izmenjavo med zunanjo in notranjo sfero in temelji na zastarelem pojmovanju zunanje in notranje  sfere kompleksne spojine. Po tem pojmovanju  so se  "ligandi zunanje sfere", ki so v raztopini prešli v ione,  lahko spojili z "ligandi notranje sfere" in ustvarili  izomer.
- Solvatacijska izomerija nastane, kadar se ligand iz notranje sfere zamenja z molekulo topila. Takšna razvrstitev je zastarela, ker obravnava topila drugače kot običajne ligande.

## Imenovanje kompleksov
Za imenovanje kompleksov veljajo naslednja osnovna pravila.
1. V kompleksnih ionih se ligand  imenuje pred  kovinskim ionom.
2. Imena ligandov se pišejo po abecednem zaporedju. Številčne predpone (di-, tri-...) na vrstni red ne vplivajo.
  - Mnogokratni monodentatni ligandi dobijo, odvisno od njihovega števila, predpono di-, tri-, tetra-, penta- ali heksa-.  Polidentatni ligandi, na primer etilendiamin, dobijo predpono bis-, tris-, tetrakis-, itd.
  - Anioni dobijo obrazilo -o. Anion z obrazilom –at, na primer sulfat,  se spremeni v sulfato. Anion z obrazilom –id, na primer cianid, se spremeni v ciano.
  - Nevtralni ligandi obdržijo svoja običajna imena. Izjeme so NH3, ki se spremeni v amin, voda v akva, CO v karbonil in NO v nitrozil.
3. Sledi ime centralnega atoma/iona. Če je kompleks anion, dobi ime centralnega atoma obrazilo –at, na primer ferat. Za centralne atome, ki imajo latinska imena, se uporabljajo njihova latinska imena. Izjema je živo srebro.
4. Če ima centralni atom več oksidacijskih stanj, se mora njegovo oksidacijsko stanje zapisati z rimsko številko ali 0 v okroglih oklepajih, na primer (II) ali (0).
5. Kation se piše pred anionom. Imeni sta ločeni s presledkom, na primer  pentaaminklorokobalt(III) sulfat.

Primeri:
[NiCl4]2− → tetrakloronikelat(II) (ion)
[CuNH3Cl5]3− → aminpentaklorokuprat(II) (ion)
[Cd(en)2(CN)2] → dicianobis(etilendiamin)kadmij(II)
[Co(NH3)5Cl]SO4 → pentaaminklorokobalt(III) sulfat
Koordinacijsko število ligandov, ki so vezani na več kot eno kovino (premostitveni ligandi), se prikaže  kot indeks ob grški črki μ, ki je zapisana pred imenom liganda. 
Primer: 
dimer aluminijevega klorida se zapiše z Al2Cl4(μ2-Cl)2.

## Uporaba
- AgBr tvori z natrijevin tiosulfatom (Na2S2O3) vodotopne koplekse in se uporablja v fotografiji.
- K[Ag(CN)2] se uporablja pri galvanskem srebrenju, K[Au(CN)2] pa pri galvanskem zlatenju.
- Nekateri ligandi oksidirajo Co2+ v Co3+.
- EDTA se uporablja a analizni kemiji  za določanje Ca2+ in Mg2+ ionov v trdi vodi.
- Srebro in zlato se pridobivata iz njunih cianidnih kompleksov z obdelavo s cinkom.